# Hoh Xil Shan

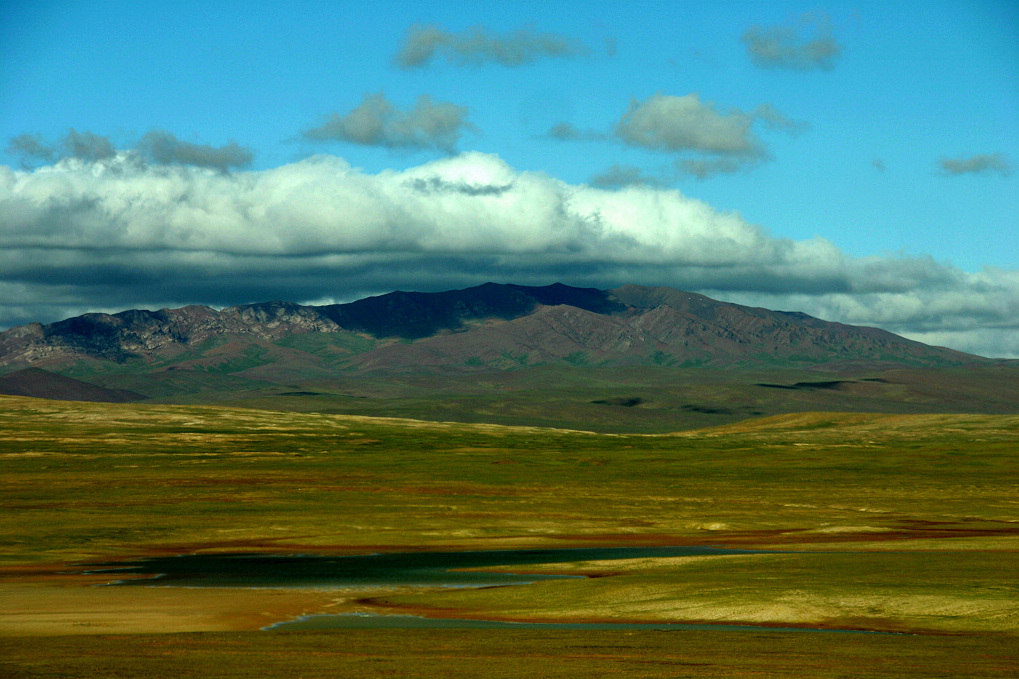
Hoh Xil Shan

Das Hoh-Xil-Gebirge, Hoh Xil Shan oder Kekexili-Gebirge (chin. 可可西里山; Pinyin: Kekexili Shan; engl. Hoh Xil Mountains) ist ein Gebirge in China zwischen dem Autonomen Gebiet Tibet und Qinghai im Süden des Kunlun-Gebirges, dessen Ausläufer in östlicher Richtung es bildet.